# タイランド通信
タイランド通信（ThaiNewsAgency）は、タイの経済ニュースを配信している日本語のWebメディア。

## 概要
タイランド通信 は、2005年05月に創業した東京都 豊島区にある株式会社YAKIMAYO株式会社(YAKIMAYO Co.,Ltd.)が発行している日本語タイニュースメディア。タイの経済ニュースを中心に配信しており、各種ポータルサイト等二次配信先も多い。
2010年9月30日、Bangkokstation Network Co.,Ltd.（本社：タイ王国バンコク都 CEO Kotaro Maru）よりタイ証券新聞第3位「stockwave」を買収事業譲受し、経済ニュースの取材力を強化。又、日本の経済ニュースをタイ語で配信する等行っている。

## 所在地
東京都豊島区雑司が谷三丁目19−5